# Bréry
Bréry korábbi község (település) Franciaországban, Jura megyében. 2019. január 1-jén a korábbi Domblans községgel egyesült és az azonos nevű Domblans új község része lett.
Lakosainak száma 224 fő (2018. január 1.). Bréry Saint-Lamain, Domblans, Frontenay, Mantry, Saint-Germain-lès-Arlay, Domblans és Arlay községekkel határos.

## Népesség
A település népességének változása:
| Lakosok száma | 152  | 145  | 153  | 195  | 233  | 215  | 219  | 231  | 225  | 224  |
|               | 1968 | 1975 | 1982 | 1999 | 2006 | 2011 | 2013 | 2016 | 2017 | 2018 |